# Perisama amhatensis
Perisama amhatensis är en fjärilsart som beskrevs av Charles Oberthür 1916. Perisama amhatensis ingår i släktet Perisama och familjen praktfjärilar. Inga underarter finns listade i Catalogue of Life.